# كيفن موسكات
كيفن فينسينت موسكات (بالإنجليزية: Kevin Muscat)‏ ،لاعب كرة قدم أسترالي، من مواليد 7 أغسطس 1973 في كراولي في إنجلترا.
يلعب مع نادي ملبورن فيكتوري.
لعب مع منتخب أستراليا لكرة القدم منذ عام 1994 وحتى عام 2008، وشارك معهم في 51 مباراة وسجل 10 أهداف.

## مسيرته الكروية
لعب كيفن موسكات خلال مسيرته الاحترافية مع 8 أندية في أربعة وعشرون موسمًا وسجل خلالها 51 هدفًا ضمن 526 مباراة. حيث فاز في موسمين بالكأس وفي ثلاثة مواسم بالدوري.
خاض كيفن موسكات مسيرته مع Caroline Springs George Cross FC ‏ في موسم 1989–90 في المرة الأولى ولمدة موسمين ثم ما بين عامي 2011 و2012 لمدة موسم واحد، مشاركًا طوالها في 12 مباراة سجل خلالها هدفًا واحدًا. ثم انتقل إلى هايدلبرغ يونايتد ‏ في موسم 1991–92 لمدة موسم واحد، حيث شارك في 18 مباراة ولم يسجل أي هدف. لينتقل بعدها إلى نادي جنوب ملبورن في موسم 1992–93 ليلعب معه أربعة مواسم، مشاركًا في 73 مباراة سجل خلالها 6 أهداف. ثم انتقل إلى نادي كريستال بالاس في موسم 1996–97 ولمدة موسمين، مشاركًا في 53 مباراة سجل خلالها هدفين. هذا وانتقل لاحقًا إلى نادي وولفرهامبتون واندررز في موسم 1997–98 ليلعب معه خمسة مواسم، مشاركًا في 180 مباراة سجل خلالها 14 هدفًا. ثم انتقل بعدها إلى نادي رينجرز في موسم 2002–03 لمدة موسم واحد، مشاركًا في 22 مباراة ولم يسجل أي هدف. ليعود وينتقل من جديد، لكن هذه المرة إلى نادي ميلوول في موسم 2003–04 ولمدة موسمين، مشاركًا في 52 مباراة ولم يسجل أي هدف أيضًا. لينتقل بعدها إلى نادي ملبورن فيكتوري في موسم 2005–06 ليلعب معه ستة مواسم، مشاركًا في 116 مباراة سجل خلالها 28 هدفًا.

## روابط خارجية
- كيفن موسكات على موقع الاتحاد الدولي (مؤرشف)  (الإنجليزية)
- كيفن موسكات على موقع قاعدة بيانات كرة القدم.إي يو (الإنجليزية)
- كيفن موسكات على موقع ليكيب (الفرنسية)
- كيفن موسكات على موقع ناشيونال فوتبول تيمز (الإنجليزية)
- كيفن موسكات على موقع Soccerbase.com (لاعب) (الإنجليزية)
- كيفن موسكات على موقع Soccerway.com (الإنجليزية)
- كيفن موسكات على موقع عالم كرة القدم.نت (الإنجليزية)
- كيفن موسكات على موقع كووورة
- كيفن موسكات على موقع أوليمبيديا (الإنجليزية)
- كيفن موسكات على موقع اللجنة الأولمبية الأسترالية (الإنجليزية)